# Polypodium plectolepidioides
Polypodium plectolepidioides är en stensöteväxtart som beskrevs av Eduard Rosenstock. Polypodium plectolepidioides ingår i släktet Polypodium och familjen Polypodiaceae. Inga underarter finns listade.